# یواس‌آرسی تگالتین (۱۸۳۰)
یواس‌آرسی تگالتین (۱۸۳۰) (به انگلیسی: USRC Gallatin (1830)) یک کشتی بود که طول آن ۷۳٫۴ فوت (۲۲٫۴ متر) بود. این کشتی در سال ۱۸۳۰ ساخته شد.